# ヨハン・フォン・オッポルツァー
ヨハン・リッター・フォン・オッポルツァー（Johann Ritter von Oppolzer、1808年8月4日 ‐ 1871年4月16日）は、オーストリア帝国のボヘミア王国ノヴェー・フラディで生まれたオーストリア人の医師・医学者である。息子は天文学者のテオドール・オッポルツァーである。

## 生涯
1835年にプラハ大学で医学博士号を取得し、その後、プラハ（1841年）、ライプツィヒ大学（1848年）、ウィーン大学（1850年）の大学教授、そして1860/61年に学長を務めた。1863年、スウェーデン王立科学アカデミーの外国人メンバーに選出された。
ホーリズム（包括的な）診断と治療の提唱者であった。後に耳科学の創設者となるアダム・ポリッツァーの指導や教授に引き立てるなどの支援を行い導いたことも記録されている。

## 著書の一部
- Vorlesungen über spezielle Pathologie und Therapie, (特別な病理学および療法に関する講義); 2 volumes, 1866/1872.